# Volta a la Comunitat Valenciana 2024
Volta a la Comunitat Valenciana 2024 – 75. edycja wyścigu kolarskiego Volta a la Comunitat Valenciana, która odbyła się w dniach od 31 stycznia do 4 lutego 2024 na liczącej ponad 744 kilometrów trasie składającej się z 5 etapów i biegnącej na terenie wspólnoty autonomicznej Walencji. Impreza kategorii 2.Pro była częścią UCI ProSeries 2024.

## Etapy
| Etap | Data   | Start – Meta                       | type        | Dystans (km) | Suma wzniesień (m) | Zwycięzca etapu    | Lider              |
| ---- | ------ | ---------------------------------- | ----------- | ------------ | ------------------ | ------------------ | ------------------ |
| 1    | 31 sty | Benicàssim – Castelló de la Plana  | pagórkowaty | 167          | 2374 m             | Alessandro Tonelli | Alessandro Tonelli |
| 2    | 1 lut  | Canals – Valldigna                 | pagórkowaty | 162,7        | 1827 m             | Matej Mohorič      | Alessandro Tonelli |
| 3    | 2 lut  | San Vicente del Raspeig – Orihuela | pagórkowaty | 161,3        | 1393 m             | Jonathan Milan     | Alessandro Tonelli |
| 4    | 3 lut  | Teulada – La Vall d'Ebo            | górzysty    | 160          | 3328 m             | Brandon McNulty    | Brandon McNulty    |
| 5    | 4 lut  | Bétera – Walencja                  | pagórkowaty | 93           | 1161 m             | William Barta      | Brandon McNulty    |

## Uczestnicy

### Drużyny
| WorldTeams (7)- Bahrain Victorious - Bora-Hansgrohe - Intermarché-Wanty - Lidl-Trek - Movistar Team - Team Jayco AlUla - UAE Team Emirates ProTeams (9)- Bingoal WB - Burgos-BH - Caja Rural-Seguros RGA - Equipo Kern Pharma - Euskaltel-Euskadi - Q36.5 Pro Cycling Team - Team Novo Nordisk - Polti Kometa - VF Group-Bardiani CSF-Faizané Continental teams (2)- Illes Balears Arabay Cycling - Project Echelon Racing |
| |

### Lista startowa
| Intermarché-Wanty IWA | Intermarché-Wanty IWA     | Intermarché-Wanty IWA |
| --------------------- | ------------------------- | --------------------- |
| Nr                    | Kolarz                    | Miejsce               |
| 1                     | Vito Braet (BEL)          | 95.                   |
| 2                     | Arne Marit (BEL)          | 79.                   |
| 3                     | Adrien Petit (FRA)        | 112.                  |
| 4                     | Baptiste Planckaert (BEL) | 84.                   |
| 5                     | Rein Taaramäe (EST)       | 19.                   |
| 6                     | Tim Rex (BEL)             | 37.                   |
| 7                     | Boy van Poppel (NED)      | 85.                   |

| Bora-Hansgrohe BOH | Bora-Hansgrohe BOH     | Bora-Hansgrohe BOH |
| ------------------ | ---------------------- | ------------------ |
| Nr                 | Kolarz                 | Miejsce            |
| 11                 | Patrick Gamper (AUT)   | 108.               |
| 12                 | Jai Hindley (AUS)      | 5.                 |
| 13                 | Lennard Kämna (GER)    | 75.                |
| 14                 | Alexander Hajek (AUT)  | 35.                |
| 15                 | Aleksandr Własow       | 3.                 |
| 16                 | Frederik Wandahl (DEN) | 70.                |
| 17                 | Giovanni Aleotti (ITA) | 13.                |

| UAE Team Emirates UAD | UAE Team Emirates UAD     | UAE Team Emirates UAD |
| --------------------- | ------------------------- | --------------------- |
| Nr                    | Kolarz                    | Miejsce               |
| 21                    | Igor Arrieta (ESP)        | 15.                   |
| 22                    | Jan Christen (SUI)        | 44.                   |
| 23                    | Alessandro Covi (ITA)     | 56.                   |
| 24                    | Felix Großschartner (AUT) | 7.                    |
| 25                    | Brandon McNulty (USA)     | 1.                    |
| 26                    | Pawieł Siwakow (FRA)      | DNS-3                 |
| 27                    | Duarte Marivoet (BEL)     | 108.                  |

| Movistar Team MOV | Movistar Team MOV          | Movistar Team MOV |
| ----------------- | -------------------------- | ----------------- |
| Nr                | Kolarz                     | Miejsce           |
| 31                | Jorge Arcas (ESP)          | 64.               |
| 32                | William Barta (USA)        | 41.               |
| 33                | Oier Lazkano (ESP) (szosa) | 61.               |
| 34                | Antonio Pedrero (ESP)      | 90.               |
| 35                | Javier Romo (ESP)          | 9.                |
| 36                | Einer Rubio (COL)          | 18.               |
| 37                | Pelayo Sánchez (ESP)       | 47.               |

| Bahrain Victorious TBV | Bahrain Victorious TBV  | Bahrain Victorious TBV |
| ---------------------- | ----------------------- | ---------------------- |
| Nr                     | Kolarz                  | Miejsce                |
| 41                     | Pello Bilbao (ESP)      | 6.                     |
| 42                     | Yukiya Arashiro (JPN)   | DNS-2                  |
| 43                     | Santiago Buitrago (COL) | 2.                     |
| 44                     | Nicolo Buratti (ITA)    | 86.                    |
| 45                     | Kamil Gradek (POL)      | DNS-2                  |
| 46                     | Rainer Kepplinger (AUT) | 8.                     |
| 47                     | Matej Mohorič (SLO)     | 23.                    |

| Lidl-Trek LTK | Lidl-Trek LTK                 | Lidl-Trek LTK |
| ------------- | ----------------------------- | ------------- |
| Nr            | Kolarz                        | Miejsce       |
| 51            | Simone Consonni (ITA)         | 82.           |
| 52            | Fabio Felline (ITA)           | DNS-1         |
| 53            | Amanuel Ghebreigzabhier (ERI) | 80.           |
| 54            | Patrick Konrad (AUT)          | 12.           |
| 55            | Jonathan Milan (ITA)          | 48.           |
| 56            | Sam Oomen (NED)               | 33.           |
| 57            | Edward Theuns (BEL)           | 83.           |

| Team Jayco AlUla JAY | Team Jayco AlUla JAY        | Team Jayco AlUla JAY |
| -------------------- | --------------------------- | -------------------- |
| Nr                   | Kolarz                      | Miejsce              |
| 61                   | Welay Berehe (ETH)          | 10.                  |
| 62                   | Davide De Pretto (ITA)      | 21.                  |
| 63                   | Edward Dunbar (IRL)         | DNS-3                |
| 64                   | Felix Engelhardt (GER)      | 57.                  |
| 65                   | Michael Matthews (AUS)      | DNS-4                |
| 66                   | Amund Grøndahl Jansen (NOR) | 92.                  |
| 67                   | Filippo Zana (ITA)          | 16.                  |

| Euskaltel-Euskadi EUS | Euskaltel-Euskadi EUS  | Euskaltel-Euskadi EUS |
| --------------------- | ---------------------- | --------------------- |
| Nr                    | Kolarz                 | Miejsce               |
| 71                    | Mikel Bizkarra (ESP)   | 26.                   |
| 72                    | Joan Bou (ESP)         | 17.                   |
| 73                    | Xavier Cañellas (ESP)  | 88.                   |
| 74                    | Asier Etxeberria (ESP) | 81.                   |
| 75                    | Xabier Isasa (ESP)     | 34.                   |
| 76                    | Mikel Iturria (ESP)    | 28.                   |
| 77                    | Txomin Juaristi (ESP)  | 46.                   |

| Caja Rural-Seguros RGA CJR | Caja Rural-Seguros RGA CJR | Caja Rural-Seguros RGA CJR |
| -------------------------- | -------------------------- | -------------------------- |
| Nr                         | Kolarz                     | Miejsce                    |
| 81                         | Orluis Aular (VEN) (szosa) | 30.                        |
| 82                         | Jaume Guardeño (ESP)       | 62.                        |
| 83                         | Mulu Hailemichael (ETH)    | 76.                        |
| 84                         | Jokin Murguialday (ESP)    | 72.                        |
| 85                         | Joel Nicolau (ESP)         | 43.                        |
| 86                         | Thomas Silva (URU)         | 54.                        |
| 87                         | Gorka Sorarrain (ESP)      | 78.                        |

| Q36.5 Pro Cycling Team Q36 | Q36.5 Pro Cycling Team Q36      | Q36.5 Pro Cycling Team Q36 |
| -------------------------- | ------------------------------- | -------------------------- |
| Nr                         | Kolarz                          | Miejsce                    |
| 91                         | Negasi Abreha (ETH)             | 91.                        |
| 92                         | Marcel Camprubí (ESP)           | 49.                        |
| 93                         | Carl Fredrik Hagen (NOR)        | 20.                        |
| 94                         | Nicolò Parisini (ITA)           | DNF-5                      |
| 95                         | Jannik Steimle (GER)            | 101.                       |
| 96                         | James Whelan (AUS)              | 40.                        |
| 97                         | Nickolas Zukowsky (CAN) (szosa) | 69.                        |

| Equipo Kern Pharma EKP | Equipo Kern Pharma EKP       | Equipo Kern Pharma EKP |
| ---------------------- | ---------------------------- | ---------------------- |
| Nr                     | Kolarz                       | Miejsce                |
| 101                    | Pablo Castrillo (ESP)        | 32.                    |
| 102                    | Jon Agirre (ESP)             | 24.                    |
| 103                    | Unai Iribar (ESP)            | 39.                    |
| 104                    | Iñigo Elosegui (ESP)         | 60.                    |
| 105                    | Eugenio Sánchez (ESP)        | 99.                    |
| 106                    | Álex Jaime (ESP)             | 102.                   |
| 107                    | Miguel Ángel Fernández (ESP) | 114.                   |

| Burgos-BH BBH | Burgos-BH BBH                | Burgos-BH BBH |
| ------------- | ---------------------------- | ------------- |
| Nr            | Kolarz                       | Miejsce       |
| 111           | José Manuel Díaz (ESP)       | 25.           |
| 112           | Ander Okamika (ESP)          | 38.           |
| 113           | Sinuhé Fernández (ESP)       | 51.           |
| 114           | Antonio Angulo (ESP)         | 100.          |
| 115           | Jeorjos Buglas (GRE) (szosa) | 104.          |
| 116           | Clément Alleno (FRA)         | 42.           |
| 117           | Jetse Bol (NED)              | DNF-3         |

| VF Group-Bardiani CSF-Faizanè VBF | VF Group-Bardiani CSF-Faizanè VBF | VF Group-Bardiani CSF-Faizanè VBF |
| --------------------------------- | --------------------------------- | --------------------------------- |
| Nr                                | Kolarz                            | Miejsce                           |
| 121                               | Luca Colnaghi (ITA)               | 106.                              |
| 122                               | Filippo Fiorelli (ITA)            | 29.                               |
| 123                               | Riccardo Lucca (ITA)              | 94.                               |
| 124                               | Filippo Magli (ITA)               | 53.                               |
| 125                               | Manuele Tarozzi (ITA)             | 27.                               |
| 126                               | Alessandro Tonelli (ITA)          | 4.                                |
| 127                               | Samuele Zoccarato (ITA)           | 66.                               |

| Team Novo Nordisk TNN | Team Novo Nordisk TNN | Team Novo Nordisk TNN |
| --------------------- | --------------------- | --------------------- |
| Nr                    | Kolarz                | Miejsce               |
| 131                   | Matyáš Kopecký (CZE)  | 74.                   |
| 132                   | Filippo Ridolfo (ITA) | DNF-4                 |
| 133                   | Gerd de Keijzer (NED) | DNF-4                 |
| 134                   | Jan Dunnewind (NED)   | 113.                  |
| 135                   | David Lozano (ESP)    | 68.                   |
| 136                   | Nathan Smith (GBR)    | 93.                   |
| 137                   | Lucas Dauge (FRA)     | 107.                  |

| Bingoal WB BWB | Bingoal WB BWB             | Bingoal WB BWB |
| -------------- | -------------------------- | -------------- |
| Nr             | Kolarz                     | Miejsce        |
| 141            | Louis Blouwe (BEL)         | 58.            |
| 142            | Floris De Tier (BEL)       | 22.            |
| 143            | Johan Meens (BEL)          | 55.            |
| 144            | Alexander Salby (DEN)      | 105.           |
| 145            | Marco Tizza (ITA)          | 50.            |
| 146            | Nathan Vandepitte (FRA)    | 89.            |
| 147            | Sébastien van Poppel (BEL) | 111.           |

| Team Polti Kometa PTK | Team Polti Kometa PTK  | Team Polti Kometa PTK |
| --------------------- | ---------------------- | --------------------- |
| Nr                    | Kolarz                 | Miejsce               |
| 151                   | Mirco Maestri (ITA)    | 67.                   |
| 152                   | Giovanni Lonardi (ITA) | 63.                   |
| 153                   | Francisco Muñoz (ESP)  | 65.                   |
| 154                   | Diego Sevilla (ESP)    | 71.                   |
| 155                   | Davide Piganzoli (ITA) | 14.                   |
| 156                   | Paul Double (GBR)      | 11.                   |
| 157                   | Fernando Tercero (ESP) | 45.                   |

| Illes Balears Arabay Cycling IBA | Illes Balears Arabay Cycling IBA | Illes Balears Arabay Cycling IBA |
| -------------------------------- | -------------------------------- | -------------------------------- |
| Nr                               | Kolarz                           | Miejsce                          |
| 161                              | Julen Amezqueta (ESP)            | 59.                              |
| 162                              | José María García (ESP)          | 52.                              |
| 163                              | Unai Esparza (ESP)               | 96.                              |
| 164                              | Pau Llaneras (ESP)               | 97.                              |
| 165                              | Sergi Darder (ESP)               | 103.                             |
| 166                              | Alex Molenaar (NED)              | 31.                              |
| 167                              | Gonzalo Ariño (ESP)              | 110.                             |

| Project Echelon Racing PEC | Project Echelon Racing PEC | Project Echelon Racing PEC |
| -------------------------- | -------------------------- | -------------------------- |
| Nr                         | Kolarz                     | Miejsce                    |
| 171                        | Richard Arnopol (USA)      | 73.                        |
| 172                        | Matthew Zimmer (USA)       | 87.                        |
| 173                        | Tyler Stites (USA)         | 36.                        |
| 174                        | Laurent Gervais (CAN)      | 77.                        |
| 175                        | Samuel Boardman (USA)      | 98.                        |
| 176                        | Ethan Craine (NZL)         | DNF-4                      |
| 177                        | Caleb Classen (USA)        | DNF-4                      |

| Intermarché-Wanty IWA | Intermarché-Wanty IWA     | Intermarché-Wanty IWA |
| --------------------- | ------------------------- | --------------------- |
| Nr                    | Kolarz                    | Miejsce               |
| 1                     | Vito Braet (BEL)          | 95.                   |
| 2                     | Arne Marit (BEL)          | 79.                   |
| 3                     | Adrien Petit (FRA)        | 112.                  |
| 4                     | Baptiste Planckaert (BEL) | 84.                   |
| 5                     | Rein Taaramäe (EST)       | 19.                   |
| 6                     | Tim Rex (BEL)             | 37.                   |
| 7                     | Boy van Poppel (NED)      | 85.                   |

| Bora-Hansgrohe BOH | Bora-Hansgrohe BOH     | Bora-Hansgrohe BOH |
| ------------------ | ---------------------- | ------------------ |
| Nr                 | Kolarz                 | Miejsce            |
| 11                 | Patrick Gamper (AUT)   | 108.               |
| 12                 | Jai Hindley (AUS)      | 5.                 |
| 13                 | Lennard Kämna (GER)    | 75.                |
| 14                 | Alexander Hajek (AUT)  | 35.                |
| 15                 | Aleksandr Własow       | 3.                 |
| 16                 | Frederik Wandahl (DEN) | 70.                |
| 17                 | Giovanni Aleotti (ITA) | 13.                |

| UAE Team Emirates UAD | UAE Team Emirates UAD     | UAE Team Emirates UAD |
| --------------------- | ------------------------- | --------------------- |
| Nr                    | Kolarz                    | Miejsce               |
| 21                    | Igor Arrieta (ESP)        | 15.                   |
| 22                    | Jan Christen (SUI)        | 44.                   |
| 23                    | Alessandro Covi (ITA)     | 56.                   |
| 24                    | Felix Großschartner (AUT) | 7.                    |
| 25                    | Brandon McNulty (USA)     | 1.                    |
| 26                    | Pawieł Siwakow (FRA)      | DNS-3                 |
| 27                    | Duarte Marivoet (BEL)     | 108.                  |

| Movistar Team MOV | Movistar Team MOV          | Movistar Team MOV |
| ----------------- | -------------------------- | ----------------- |
| Nr                | Kolarz                     | Miejsce           |
| 31                | Jorge Arcas (ESP)          | 64.               |
| 32                | William Barta (USA)        | 41.               |
| 33                | Oier Lazkano (ESP) (szosa) | 61.               |
| 34                | Antonio Pedrero (ESP)      | 90.               |
| 35                | Javier Romo (ESP)          | 9.                |
| 36                | Einer Rubio (COL)          | 18.               |
| 37                | Pelayo Sánchez (ESP)       | 47.               |

| Bahrain Victorious TBV | Bahrain Victorious TBV  | Bahrain Victorious TBV |
| ---------------------- | ----------------------- | ---------------------- |
| Nr                     | Kolarz                  | Miejsce                |
| 41                     | Pello Bilbao (ESP)      | 6.                     |
| 42                     | Yukiya Arashiro (JPN)   | DNS-2                  |
| 43                     | Santiago Buitrago (COL) | 2.                     |
| 44                     | Nicolo Buratti (ITA)    | 86.                    |
| 45                     | Kamil Gradek (POL)      | DNS-2                  |
| 46                     | Rainer Kepplinger (AUT) | 8.                     |
| 47                     | Matej Mohorič (SLO)     | 23.                    |

| Lidl-Trek LTK | Lidl-Trek LTK                 | Lidl-Trek LTK |
| ------------- | ----------------------------- | ------------- |
| Nr            | Kolarz                        | Miejsce       |
| 51            | Simone Consonni (ITA)         | 82.           |
| 52            | Fabio Felline (ITA)           | DNS-1         |
| 53            | Amanuel Ghebreigzabhier (ERI) | 80.           |
| 54            | Patrick Konrad (AUT)          | 12.           |
| 55            | Jonathan Milan (ITA)          | 48.           |
| 56            | Sam Oomen (NED)               | 33.           |
| 57            | Edward Theuns (BEL)           | 83.           |

| Team Jayco AlUla JAY | Team Jayco AlUla JAY        | Team Jayco AlUla JAY |
| -------------------- | --------------------------- | -------------------- |
| Nr                   | Kolarz                      | Miejsce              |
| 61                   | Welay Berehe (ETH)          | 10.                  |
| 62                   | Davide De Pretto (ITA)      | 21.                  |
| 63                   | Edward Dunbar (IRL)         | DNS-3                |
| 64                   | Felix Engelhardt (GER)      | 57.                  |
| 65                   | Michael Matthews (AUS)      | DNS-4                |
| 66                   | Amund Grøndahl Jansen (NOR) | 92.                  |
| 67                   | Filippo Zana (ITA)          | 16.                  |

| Euskaltel-Euskadi EUS | Euskaltel-Euskadi EUS  | Euskaltel-Euskadi EUS |
| --------------------- | ---------------------- | --------------------- |
| Nr                    | Kolarz                 | Miejsce               |
| 71                    | Mikel Bizkarra (ESP)   | 26.                   |
| 72                    | Joan Bou (ESP)         | 17.                   |
| 73                    | Xavier Cañellas (ESP)  | 88.                   |
| 74                    | Asier Etxeberria (ESP) | 81.                   |
| 75                    | Xabier Isasa (ESP)     | 34.                   |
| 76                    | Mikel Iturria (ESP)    | 28.                   |
| 77                    | Txomin Juaristi (ESP)  | 46.                   |

| Caja Rural-Seguros RGA CJR | Caja Rural-Seguros RGA CJR | Caja Rural-Seguros RGA CJR |
| -------------------------- | -------------------------- | -------------------------- |
| Nr                         | Kolarz                     | Miejsce                    |
| 81                         | Orluis Aular (VEN) (szosa) | 30.                        |
| 82                         | Jaume Guardeño (ESP)       | 62.                        |
| 83                         | Mulu Hailemichael (ETH)    | 76.                        |
| 84                         | Jokin Murguialday (ESP)    | 72.                        |
| 85                         | Joel Nicolau (ESP)         | 43.                        |
| 86                         | Thomas Silva (URU)         | 54.                        |
| 87                         | Gorka Sorarrain (ESP)      | 78.                        |

| Q36.5 Pro Cycling Team Q36 | Q36.5 Pro Cycling Team Q36      | Q36.5 Pro Cycling Team Q36 |
| -------------------------- | ------------------------------- | -------------------------- |
| Nr                         | Kolarz                          | Miejsce                    |
| 91                         | Negasi Abreha (ETH)             | 91.                        |
| 92                         | Marcel Camprubí (ESP)           | 49.                        |
| 93                         | Carl Fredrik Hagen (NOR)        | 20.                        |
| 94                         | Nicolò Parisini (ITA)           | DNF-5                      |
| 95                         | Jannik Steimle (GER)            | 101.                       |
| 96                         | James Whelan (AUS)              | 40.                        |
| 97                         | Nickolas Zukowsky (CAN) (szosa) | 69.                        |

| Equipo Kern Pharma EKP | Equipo Kern Pharma EKP       | Equipo Kern Pharma EKP |
| ---------------------- | ---------------------------- | ---------------------- |
| Nr                     | Kolarz                       | Miejsce                |
| 101                    | Pablo Castrillo (ESP)        | 32.                    |
| 102                    | Jon Agirre (ESP)             | 24.                    |
| 103                    | Unai Iribar (ESP)            | 39.                    |
| 104                    | Iñigo Elosegui (ESP)         | 60.                    |
| 105                    | Eugenio Sánchez (ESP)        | 99.                    |
| 106                    | Álex Jaime (ESP)             | 102.                   |
| 107                    | Miguel Ángel Fernández (ESP) | 114.                   |

| Burgos-BH BBH | Burgos-BH BBH                | Burgos-BH BBH |
| ------------- | ---------------------------- | ------------- |
| Nr            | Kolarz                       | Miejsce       |
| 111           | José Manuel Díaz (ESP)       | 25.           |
| 112           | Ander Okamika (ESP)          | 38.           |
| 113           | Sinuhé Fernández (ESP)       | 51.           |
| 114           | Antonio Angulo (ESP)         | 100.          |
| 115           | Jeorjos Buglas (GRE) (szosa) | 104.          |
| 116           | Clément Alleno (FRA)         | 42.           |
| 117           | Jetse Bol (NED)              | DNF-3         |

| VF Group-Bardiani CSF-Faizanè VBF | VF Group-Bardiani CSF-Faizanè VBF | VF Group-Bardiani CSF-Faizanè VBF |
| --------------------------------- | --------------------------------- | --------------------------------- |
| Nr                                | Kolarz                            | Miejsce                           |
| 121                               | Luca Colnaghi (ITA)               | 106.                              |
| 122                               | Filippo Fiorelli (ITA)            | 29.                               |
| 123                               | Riccardo Lucca (ITA)              | 94.                               |
| 124                               | Filippo Magli (ITA)               | 53.                               |
| 125                               | Manuele Tarozzi (ITA)             | 27.                               |
| 126                               | Alessandro Tonelli (ITA)          | 4.                                |
| 127                               | Samuele Zoccarato (ITA)           | 66.                               |

| Team Novo Nordisk TNN | Team Novo Nordisk TNN | Team Novo Nordisk TNN |
| --------------------- | --------------------- | --------------------- |
| Nr                    | Kolarz                | Miejsce               |
| 131                   | Matyáš Kopecký (CZE)  | 74.                   |
| 132                   | Filippo Ridolfo (ITA) | DNF-4                 |
| 133                   | Gerd de Keijzer (NED) | DNF-4                 |
| 134                   | Jan Dunnewind (NED)   | 113.                  |
| 135                   | David Lozano (ESP)    | 68.                   |
| 136                   | Nathan Smith (GBR)    | 93.                   |
| 137                   | Lucas Dauge (FRA)     | 107.                  |

| Bingoal WB BWB | Bingoal WB BWB             | Bingoal WB BWB |
| -------------- | -------------------------- | -------------- |
| Nr             | Kolarz                     | Miejsce        |
| 141            | Louis Blouwe (BEL)         | 58.            |
| 142            | Floris De Tier (BEL)       | 22.            |
| 143            | Johan Meens (BEL)          | 55.            |
| 144            | Alexander Salby (DEN)      | 105.           |
| 145            | Marco Tizza (ITA)          | 50.            |
| 146            | Nathan Vandepitte (FRA)    | 89.            |
| 147            | Sébastien van Poppel (BEL) | 111.           |

| Team Polti Kometa PTK | Team Polti Kometa PTK  | Team Polti Kometa PTK |
| --------------------- | ---------------------- | --------------------- |
| Nr                    | Kolarz                 | Miejsce               |
| 151                   | Mirco Maestri (ITA)    | 67.                   |
| 152                   | Giovanni Lonardi (ITA) | 63.                   |
| 153                   | Francisco Muñoz (ESP)  | 65.                   |
| 154                   | Diego Sevilla (ESP)    | 71.                   |
| 155                   | Davide Piganzoli (ITA) | 14.                   |
| 156                   | Paul Double (GBR)      | 11.                   |
| 157                   | Fernando Tercero (ESP) | 45.                   |

| Illes Balears Arabay Cycling IBA | Illes Balears Arabay Cycling IBA | Illes Balears Arabay Cycling IBA |
| -------------------------------- | -------------------------------- | -------------------------------- |
| Nr                               | Kolarz                           | Miejsce                          |
| 161                              | Julen Amezqueta (ESP)            | 59.                              |
| 162                              | José María García (ESP)          | 52.                              |
| 163                              | Unai Esparza (ESP)               | 96.                              |
| 164                              | Pau Llaneras (ESP)               | 97.                              |
| 165                              | Sergi Darder (ESP)               | 103.                             |
| 166                              | Alex Molenaar (NED)              | 31.                              |
| 167                              | Gonzalo Ariño (ESP)              | 110.                             |

| Project Echelon Racing PEC | Project Echelon Racing PEC | Project Echelon Racing PEC |
| -------------------------- | -------------------------- | -------------------------- |
| Nr                         | Kolarz                     | Miejsce                    |
| 171                        | Richard Arnopol (USA)      | 73.                        |
| 172                        | Matthew Zimmer (USA)       | 87.                        |
| 173                        | Tyler Stites (USA)         | 36.                        |
| 174                        | Laurent Gervais (CAN)      | 77.                        |
| 175                        | Samuel Boardman (USA)      | 98.                        |
| 176                        | Ethan Craine (NZL)         | DNF-4                      |
| 177                        | Caleb Classen (USA)        | DNF-4                      |

## Wyniki etapów

### Etap 1
| Benicàssim - Castelló de la Plana | pagórkowaty | (167 km) |

| \| Klasyfikacja etapu \| Klasyfikacja etapu \| Klasyfikacja etapu \| Klasyfikacja etapu \| Klasyfikacja etapu \| \| Kolarz \| Kolarz \| Państwo \| Drużyna \| Czas \| \| ------------------ \| ------------------ \| ------------------ \| ----------------------------- \| ------------------ \| \| 1. \| Alessandro Tonelli \| Włochy \| VF Group-Bardiani CSF-Faizanè \| 4h 04' 34" \| \| 2. \| Manuele Tarozzi \| Włochy \| VF Group-Bardiani CSF-Faizanè \| + 0" \| \| 3. \| Oier Lazkano \| Hiszpania \| Movistar Team \| + 1' 09" \| \| 4. \| Alex Molenaar \| Holandia \| Illes Balears Arabay Cycling \| + 1' 12" \| \| 5. \| Jonathan Milan \| Włochy \| Lidl-Trek \| + 1' 19" \| \| 6. \| Michael Matthews \| Australia \| Team Jayco AlUla \| + 1' 19" \| \| 7. \| Matej Mohorič \| Słowenia \| Bahrain Victorious \| + 1' 19" \| \| 8. \| Filippo Fiorelli \| Włochy \| VF Group-Bardiani CSF-Faizanè \| + 1' 19" \| \| 9. \| Pelayo Sánchez \| Hiszpania \| Movistar Team \| + 1' 19" \| \| 10. \| Giovanni Aleotti \| Włochy \| Bora-Hansgrohe \| + 1' 19" \| |                    |           |                               |            |
| |                    |           |                               |            |
| Źródło: ProCyclingStats |                    |           |                               |            |
| Klasyfikacja etapu |                    |           |                               |            |
| Kolarz | Kolarz             | Państwo   | Drużyna                       | Czas       |
| 1. | Alessandro Tonelli | Włochy    | VF Group-Bardiani CSF-Faizanè | 4h 04' 34" |
| 2. | Manuele Tarozzi    | Włochy    | VF Group-Bardiani CSF-Faizanè | + 0"       |
| 3. | Oier Lazkano       | Hiszpania | Movistar Team                 | + 1' 09"   |
| 4. | Alex Molenaar      | Holandia  | Illes Balears Arabay Cycling  | + 1' 12"   |
| 5. | Jonathan Milan     | Włochy    | Lidl-Trek                     | + 1' 19"   |
| 6. | Michael Matthews   | Australia | Team Jayco AlUla              | + 1' 19"   |
| 7. | Matej Mohorič      | Słowenia  | Bahrain Victorious            | + 1' 19"   |
| 8. | Filippo Fiorelli   | Włochy    | VF Group-Bardiani CSF-Faizanè | + 1' 19"   |
| 9. | Pelayo Sánchez     | Hiszpania | Movistar Team                 | + 1' 19"   |
| 10. | Giovanni Aleotti   | Włochy    | Bora-Hansgrohe                | + 1' 19"   |

| \| Klasyfikacja generalna \| Klasyfikacja generalna \| Klasyfikacja generalna \| Klasyfikacja generalna \| Klasyfikacja generalna \| \| Kolarz \| Kolarz \| Państwo \| Drużyna \| Czas \| \| ---------------------- \| ---------------------- \| ---------------------- \| ----------------------------- \| ---------------------- \| \| 1. \| Alessandro Tonelli \| Włochy \| VF Group-Bardiani CSF-Faizanè \| 4h 04' 22" \| \| 2. \| Manuele Tarozzi \| Włochy \| VF Group-Bardiani CSF-Faizanè \| + 3" \| \| 3. \| Oier Lazkano \| Hiszpania \| Movistar Team \| + 1' 17" \| \| 4. \| Alex Molenaar \| Holandia \| Illes Balears Arabay Cycling \| + 1' 20" \| \| 5. \| Francisco Muñoz \| Hiszpania \| Team Polti Kometa \| + 1' 29" \| \| 6. \| Jonathan Milan \| Włochy \| Lidl-Trek \| + 1' 31" \| \| 7. \| Michael Matthews \| Australia \| Team Jayco AlUla \| + 1' 31" \| \| 8. \| Matej Mohorič \| Słowenia \| Bahrain Victorious \| + 1' 31" \| \| 9. \| Filippo Fiorelli \| Włochy \| VF Group-Bardiani CSF-Faizanè \| + 1' 31" \| \| 10. \| Pelayo Sánchez \| Hiszpania \| Movistar Team \| + 1' 31" \| |                    |           |                               |            |
| |                    |           |                               |            |
| Źródło: ProCyclingStats |                    |           |                               |            |
| Klasyfikacja generalna |                    |           |                               |            |
| Kolarz | Kolarz             | Państwo   | Drużyna                       | Czas       |
| 1. | Alessandro Tonelli | Włochy    | VF Group-Bardiani CSF-Faizanè | 4h 04' 22" |
| 2. | Manuele Tarozzi    | Włochy    | VF Group-Bardiani CSF-Faizanè | + 3"       |
| 3. | Oier Lazkano       | Hiszpania | Movistar Team                 | + 1' 17"   |
| 4. | Alex Molenaar      | Holandia  | Illes Balears Arabay Cycling  | + 1' 20"   |
| 5. | Francisco Muñoz    | Hiszpania | Team Polti Kometa             | + 1' 29"   |
| 6. | Jonathan Milan     | Włochy    | Lidl-Trek                     | + 1' 31"   |
| 7. | Michael Matthews   | Australia | Team Jayco AlUla              | + 1' 31"   |
| 8. | Matej Mohorič      | Słowenia  | Bahrain Victorious            | + 1' 31"   |
| 9. | Filippo Fiorelli   | Włochy    | VF Group-Bardiani CSF-Faizanè | + 1' 31"   |
| 10. | Pelayo Sánchez     | Hiszpania | Movistar Team                 | + 1' 31"   |

### Etap 2
| Canals - Valldigna | pagórkowaty | (162,7 km) |

| \| Klasyfikacja etapu \| Klasyfikacja etapu \| Klasyfikacja etapu \| Klasyfikacja etapu \| Klasyfikacja etapu \| \| Kolarz \| Kolarz \| Państwo \| Drużyna \| Czas \| \| ------------------ \| ------------------ \| ------------------ \| ----------------------------- \| ------------------ \| \| 1. \| Matej Mohorič \| Słowenia \| Bahrain Victorious \| 3h 47' 47" \| \| 2. \| Giovanni Lonardi \| Włochy \| Team Polti Kometa \| + 13" \| \| 3. \| Simone Consonni \| Włochy \| Lidl-Trek \| + 13" \| \| 4. \| Filippo Fiorelli \| Włochy \| VF Group-Bardiani CSF-Faizanè \| + 13" \| \| 5. \| Davide De Pretto \| Włochy \| Team Jayco AlUla \| + 13" \| \| 6. \| Michael Matthews \| Australia \| Team Jayco AlUla \| + 13" \| \| 7. \| Marco Tizza \| Włochy \| Bingoal WB \| + 13" \| \| 8. \| Tyler Stites \| Stany Zjednoczone \| Project Echelon Racing \| + 13" \| \| 9. \| Rainer Kepplinger \| Austria \| Bahrain Victorious \| + 13" \| \| 10. \| Orluis Aular \| Wenezuela \| Caja Rural-Seguros RGA \| + 13" \| |                   |                   |                               |            |
| |                   |                   |                               |            |
| Źródło: ProCyclingStats |                   |                   |                               |            |
| Klasyfikacja etapu |                   |                   |                               |            |
| Kolarz | Kolarz            | Państwo           | Drużyna                       | Czas       |
| 1. | Matej Mohorič     | Słowenia          | Bahrain Victorious            | 3h 47' 47" |
| 2. | Giovanni Lonardi  | Włochy            | Team Polti Kometa             | + 13"      |
| 3. | Simone Consonni   | Włochy            | Lidl-Trek                     | + 13"      |
| 4. | Filippo Fiorelli  | Włochy            | VF Group-Bardiani CSF-Faizanè | + 13"      |
| 5. | Davide De Pretto  | Włochy            | Team Jayco AlUla              | + 13"      |
| 6. | Michael Matthews  | Australia         | Team Jayco AlUla              | + 13"      |
| 7. | Marco Tizza       | Włochy            | Bingoal WB                    | + 13"      |
| 8. | Tyler Stites      | Stany Zjednoczone | Project Echelon Racing        | + 13"      |
| 9. | Rainer Kepplinger | Austria           | Bahrain Victorious            | + 13"      |
| 10. | Orluis Aular      | Wenezuela         | Caja Rural-Seguros RGA        | + 13"      |

| \| Klasyfikacja generalna \| Klasyfikacja generalna \| Klasyfikacja generalna \| Klasyfikacja generalna \| Klasyfikacja generalna \| \| Kolarz \| Kolarz \| Państwo \| Drużyna \| Czas \| \| ---------------------- \| ---------------------- \| ---------------------- \| ----------------------------- \| ---------------------- \| \| 1. \| Alessandro Tonelli \| Włochy \| VF Group-Bardiani CSF-Faizanè \| 7h 52' 22" \| \| 2. \| Matej Mohorič \| Słowenia \| Bahrain Victorious \| + 1' 08" \| \| 3. \| Felix Großschartner \| Austria \| UAE Team Emirates \| + 1' 18" \| \| 4. \| Santiago Buitrago \| Kolumbia \| Bahrain Victorious \| + 1' 19" \| \| 5. \| Aleksandr Własow \| brak \| Bora-Hansgrohe \| + 1' 30" \| \| 6. \| Filippo Fiorelli \| Włochy \| VF Group-Bardiani CSF-Faizanè \| + 1' 31" \| \| 7. \| Michael Matthews \| Australia \| Team Jayco AlUla \| + 1' 31" \| \| 8. \| Paul Double \| Wielka Brytania \| Team Polti Kometa \| + 1' 31" \| \| 9. \| Giovanni Aleotti \| Włochy \| Bora-Hansgrohe \| + 1' 31" \| \| 10. \| Rainer Kepplinger \| Austria \| Bahrain Victorious \| + 1' 31" \| |                     |                 |                               |            |
| |                     |                 |                               |            |
| Źródło: ProCyclingStats |                     |                 |                               |            |
| Klasyfikacja generalna |                     |                 |                               |            |
| Kolarz | Kolarz              | Państwo         | Drużyna                       | Czas       |
| 1. | Alessandro Tonelli  | Włochy          | VF Group-Bardiani CSF-Faizanè | 7h 52' 22" |
| 2. | Matej Mohorič       | Słowenia        | Bahrain Victorious            | + 1' 08"   |
| 3. | Felix Großschartner | Austria         | UAE Team Emirates             | + 1' 18"   |
| 4. | Santiago Buitrago   | Kolumbia        | Bahrain Victorious            | + 1' 19"   |
| 5. | Aleksandr Własow    | brak            | Bora-Hansgrohe                | + 1' 30"   |
| 6. | Filippo Fiorelli    | Włochy          | VF Group-Bardiani CSF-Faizanè | + 1' 31"   |
| 7. | Michael Matthews    | Australia       | Team Jayco AlUla              | + 1' 31"   |
| 8. | Paul Double         | Wielka Brytania | Team Polti Kometa             | + 1' 31"   |
| 9. | Giovanni Aleotti    | Włochy          | Bora-Hansgrohe                | + 1' 31"   |
| 10. | Rainer Kepplinger   | Austria         | Bahrain Victorious            | + 1' 31"   |

### Etap 3
| San Vicente del Raspeig - Orihuela | pagórkowaty | (161,3 km) |

| \| Klasyfikacja etapu \| Klasyfikacja etapu \| Klasyfikacja etapu \| Klasyfikacja etapu \| Klasyfikacja etapu \| \| Kolarz \| Kolarz \| Państwo \| Drużyna \| Czas \| \| ------------------ \| ------------------ \| ------------------ \| ----------------------------- \| ------------------ \| \| 1. \| Jonathan Milan \| Włochy \| Lidl-Trek \| 3h 42' 04" \| \| 2. \| Arne Marit \| Belgia \| Intermarché-Wanty \| + 0" \| \| 3. \| Giovanni Lonardi \| Włochy \| Team Polti Kometa \| + 0" \| \| 4. \| Filippo Fiorelli \| Włochy \| VF Group-Bardiani CSF-Faizanè \| + 0" \| \| 5. \| Simone Consonni \| Włochy \| Lidl-Trek \| + 0" \| \| 6. \| Alexander Salby \| Dania \| Bingoal WB \| + 0" \| \| 7. \| Matyáš Kopecký \| Czechy \| Team Novo Nordisk \| + 0" \| \| 8. \| Thomas Silva \| Urugwaj \| Caja Rural-Seguros RGA \| + 0" \| \| 9. \| Orluis Aular \| Wenezuela \| Caja Rural-Seguros RGA \| + 0" \| \| 10. \| Tyler Stites \| Stany Zjednoczone \| Project Echelon Racing \| + 0" \| |                  |                   |                               |            |
| |                  |                   |                               |            |
| Źródło: ProCyclingStats |                  |                   |                               |            |
| Klasyfikacja etapu |                  |                   |                               |            |
| Kolarz | Kolarz           | Państwo           | Drużyna                       | Czas       |
| 1. | Jonathan Milan   | Włochy            | Lidl-Trek                     | 3h 42' 04" |
| 2. | Arne Marit       | Belgia            | Intermarché-Wanty             | + 0"       |
| 3. | Giovanni Lonardi | Włochy            | Team Polti Kometa             | + 0"       |
| 4. | Filippo Fiorelli | Włochy            | VF Group-Bardiani CSF-Faizanè | + 0"       |
| 5. | Simone Consonni  | Włochy            | Lidl-Trek                     | + 0"       |
| 6. | Alexander Salby  | Dania             | Bingoal WB                    | + 0"       |
| 7. | Matyáš Kopecký   | Czechy            | Team Novo Nordisk             | + 0"       |
| 8. | Thomas Silva     | Urugwaj           | Caja Rural-Seguros RGA        | + 0"       |
| 9. | Orluis Aular     | Wenezuela         | Caja Rural-Seguros RGA        | + 0"       |
| 10. | Tyler Stites     | Stany Zjednoczone | Project Echelon Racing        | + 0"       |

| \| Klasyfikacja generalna \| Klasyfikacja generalna \| Klasyfikacja generalna \| Klasyfikacja generalna \| Klasyfikacja generalna \| \| Kolarz \| Kolarz \| Państwo \| Drużyna \| Czas \| \| ---------------------- \| ---------------------- \| ---------------------- \| ----------------------------- \| ---------------------- \| \| 1. \| Alessandro Tonelli \| Włochy \| VF Group-Bardiani CSF-Faizanè \| 11h 34' 26" \| \| 2. \| Matej Mohorič \| Słowenia \| Bahrain Victorious \| + 1' 08" \| \| 3. \| Felix Großschartner \| Austria \| UAE Team Emirates \| + 1' 28" \| \| 4. \| Santiago Buitrago \| Kolumbia \| Bahrain Victorious \| + 1' 29" \| \| 5. \| Aleksandr Własow \| brak \| Bora-Hansgrohe \| + 1' 30" \| \| 6. \| Filippo Fiorelli \| Włochy \| VF Group-Bardiani CSF-Faizanè \| + 1' 31" \| \| 7. \| Paul Double \| Wielka Brytania \| Team Polti Kometa \| + 1' 31" \| \| 8. \| Giovanni Aleotti \| Włochy \| Bora-Hansgrohe \| + 1' 31" \| \| 9. \| Joan Bou \| Hiszpania \| Euskaltel-Euskadi \| + 1' 31" \| \| 10. \| Einer Rubio \| Kolumbia \| Movistar Team \| + 1' 31" \| |                     |                 |                               |             |
| |                     |                 |                               |             |
| Źródło: ProCyclingStats |                     |                 |                               |             |
| Klasyfikacja generalna |                     |                 |                               |             |
| Kolarz | Kolarz              | Państwo         | Drużyna                       | Czas        |
| 1. | Alessandro Tonelli  | Włochy          | VF Group-Bardiani CSF-Faizanè | 11h 34' 26" |
| 2. | Matej Mohorič       | Słowenia        | Bahrain Victorious            | + 1' 08"    |
| 3. | Felix Großschartner | Austria         | UAE Team Emirates             | + 1' 28"    |
| 4. | Santiago Buitrago   | Kolumbia        | Bahrain Victorious            | + 1' 29"    |
| 5. | Aleksandr Własow    | brak            | Bora-Hansgrohe                | + 1' 30"    |
| 6. | Filippo Fiorelli    | Włochy          | VF Group-Bardiani CSF-Faizanè | + 1' 31"    |
| 7. | Paul Double         | Wielka Brytania | Team Polti Kometa             | + 1' 31"    |
| 8. | Giovanni Aleotti    | Włochy          | Bora-Hansgrohe                | + 1' 31"    |
| 9. | Joan Bou            | Hiszpania       | Euskaltel-Euskadi             | + 1' 31"    |
| 10. | Einer Rubio         | Kolumbia        | Movistar Team                 | + 1' 31"    |

### Etap 4
| Teulada - La Vall d'Ebo | górzysty | (160 km) |

| \| Klasyfikacja etapu \| Klasyfikacja etapu \| Klasyfikacja etapu \| Klasyfikacja etapu \| Klasyfikacja etapu \| \| Kolarz \| Kolarz \| Państwo \| Drużyna \| Czas \| \| ------------------ \| ------------------- \| ------------------ \| ------------------ \| ------------------ \| \| 1. \| Brandon McNulty \| Stany Zjednoczone \| UAE Team Emirates \| 4h 08' 21" \| \| 2. \| Santiago Buitrago \| Kolumbia \| Bahrain Victorious \| + 12" \| \| 3. \| Aleksandr Własow \| brak \| Bora-Hansgrohe \| + 12" \| \| 4. \| Pello Bilbao \| Hiszpania \| Bahrain Victorious \| + 24" \| \| 5. \| Jai Hindley \| Australia \| Bora-Hansgrohe \| + 24" \| \| 6. \| Felix Großschartner \| Austria \| UAE Team Emirates \| + 29" \| \| 7. \| Rainer Kepplinger \| Austria \| Bahrain Victorious \| + 44" \| \| 8. \| Javier Romo \| Hiszpania \| Movistar Team \| + 47" \| \| 9. \| Welay Berehe \| Etiopia \| Team Jayco AlUla \| + 48" \| \| 10. \| Patrick Konrad \| Austria \| Lidl-Trek \| + 1' 01" \| |                     |                   |                    |            |
| |                     |                   |                    |            |
| Źródło: ProCyclingStats |                     |                   |                    |            |
| Klasyfikacja etapu |                     |                   |                    |            |
| Kolarz | Kolarz              | Państwo           | Drużyna            | Czas       |
| 1. | Brandon McNulty     | Stany Zjednoczone | UAE Team Emirates  | 4h 08' 21" |
| 2. | Santiago Buitrago   | Kolumbia          | Bahrain Victorious | + 12"      |
| 3. | Aleksandr Własow    | brak              | Bora-Hansgrohe     | + 12"      |
| 4. | Pello Bilbao        | Hiszpania         | Bahrain Victorious | + 24"      |
| 5. | Jai Hindley         | Australia         | Bora-Hansgrohe     | + 24"      |
| 6. | Felix Großschartner | Austria           | UAE Team Emirates  | + 29"      |
| 7. | Rainer Kepplinger   | Austria           | Bahrain Victorious | + 44"      |
| 8. | Javier Romo         | Hiszpania         | Movistar Team      | + 47"      |
| 9. | Welay Berehe        | Etiopia           | Team Jayco AlUla   | + 48"      |
| 10. | Patrick Konrad      | Austria           | Lidl-Trek          | + 1' 01"   |

| \| Klasyfikacja generalna \| Klasyfikacja generalna \| Klasyfikacja generalna \| Klasyfikacja generalna \| Klasyfikacja generalna \| \| Kolarz \| Kolarz \| Państwo \| Drużyna \| Czas \| \| ---------------------- \| ---------------------- \| ---------------------- \| ----------------------------- \| ---------------------- \| \| 1. \| Brandon McNulty \| Stany Zjednoczone \| UAE Team Emirates \| 15h 44' 08" \| \| 2. \| Santiago Buitrago \| Kolumbia \| Bahrain Victorious \| + 14" \| \| 3. \| Aleksandr Własow \| brak \| Bora-Hansgrohe \| + 17" \| \| 4. \| Alessandro Tonelli \| Włochy \| VF Group-Bardiani CSF-Faizanè \| + 20" \| \| 5. \| Jai Hindley \| Australia \| Bora-Hansgrohe \| + 34" \| \| 6. \| Pello Bilbao \| Hiszpania \| Bahrain Victorious \| + 34" \| \| 7. \| Felix Großschartner \| Austria \| UAE Team Emirates \| + 36" \| \| 8. \| Rainer Kepplinger \| Austria \| Bahrain Victorious \| + 54" \| \| 9. \| Javier Romo \| Hiszpania \| Movistar Team \| + 58" \| \| 10. \| Paul Double \| Wielka Brytania \| Team Polti Kometa \| + 1' 11" \| |                     |                   |                               |             |
| |                     |                   |                               |             |
| Źródło: ProCyclingStats |                     |                   |                               |             |
| Klasyfikacja generalna |                     |                   |                               |             |
| Kolarz | Kolarz              | Państwo           | Drużyna                       | Czas        |
| 1. | Brandon McNulty     | Stany Zjednoczone | UAE Team Emirates             | 15h 44' 08" |
| 2. | Santiago Buitrago   | Kolumbia          | Bahrain Victorious            | + 14"       |
| 3. | Aleksandr Własow    | brak              | Bora-Hansgrohe                | + 17"       |
| 4. | Alessandro Tonelli  | Włochy            | VF Group-Bardiani CSF-Faizanè | + 20"       |
| 5. | Jai Hindley         | Australia         | Bora-Hansgrohe                | + 34"       |
| 6. | Pello Bilbao        | Hiszpania         | Bahrain Victorious            | + 34"       |
| 7. | Felix Großschartner | Austria           | UAE Team Emirates             | + 36"       |
| 8. | Rainer Kepplinger   | Austria           | Bahrain Victorious            | + 54"       |
| 9. | Javier Romo         | Hiszpania         | Movistar Team                 | + 58"       |
| 10. | Paul Double         | Wielka Brytania   | Team Polti Kometa             | + 1' 11"    |

### Etap 5
| Bétera - Walencja | pagórkowaty | (93 km) |

| \| Klasyfikacja etapu \| Klasyfikacja etapu \| Klasyfikacja etapu \| Klasyfikacja etapu \| Klasyfikacja etapu \| \| Kolarz \| Kolarz \| Państwo \| Drużyna \| Czas \| \| ------------------ \| ------------------ \| ------------------ \| ---------------------- \| ------------------ \| \| 1. \| William Barta \| Stany Zjednoczone \| Movistar Team \| 2h 08' 19" \| \| 2. \| Jonathan Milan \| Włochy \| Lidl-Trek \| + 7" \| \| 3. \| Vito Braet \| Belgia \| Intermarché-Wanty \| + 7" \| \| 4. \| Orluis Aular \| Wenezuela \| Caja Rural-Seguros RGA \| + 7" \| \| 5. \| Matej Mohorič \| Słowenia \| Bahrain Victorious \| + 7" \| \| 6. \| Davide De Pretto \| Włochy \| Team Jayco AlUla \| + 7" \| \| 7. \| Tyler Stites \| Stany Zjednoczone \| Project Echelon Racing \| + 7" \| \| 8. \| Johan Meens \| Belgia \| Bingoal WB \| + 7" \| \| 9. \| Jan Christen \| Szwajcaria \| UAE Team Emirates \| + 7" \| \| 10. \| Aleksandr Własow \| brak \| Bora-Hansgrohe \| + 7" \| |                  |                   |                        |            |
| |                  |                   |                        |            |
| Źródło: ProCyclingStats |                  |                   |                        |            |
| Klasyfikacja etapu |                  |                   |                        |            |
| Kolarz | Kolarz           | Państwo           | Drużyna                | Czas       |
| 1. | William Barta    | Stany Zjednoczone | Movistar Team          | 2h 08' 19" |
| 2. | Jonathan Milan   | Włochy            | Lidl-Trek              | + 7"       |
| 3. | Vito Braet       | Belgia            | Intermarché-Wanty      | + 7"       |
| 4. | Orluis Aular     | Wenezuela         | Caja Rural-Seguros RGA | + 7"       |
| 5. | Matej Mohorič    | Słowenia          | Bahrain Victorious     | + 7"       |
| 6. | Davide De Pretto | Włochy            | Team Jayco AlUla       | + 7"       |
| 7. | Tyler Stites     | Stany Zjednoczone | Project Echelon Racing | + 7"       |
| 8. | Johan Meens      | Belgia            | Bingoal WB             | + 7"       |
| 9. | Jan Christen     | Szwajcaria        | UAE Team Emirates      | + 7"       |
| 10. | Aleksandr Własow | brak              | Bora-Hansgrohe         | + 7"       |

## Klasyfikacje

### Klasyfikacja generalna
| \| Klasyfikacja generalna \| Klasyfikacja generalna \| Klasyfikacja generalna \| Klasyfikacja generalna \| Klasyfikacja generalna \| \| Kolarz \| Kolarz \| Państwo \| Drużyna \| Czas \| \| ---------------------- \| ---------------------- \| ---------------------- \| ----------------------------- \| ---------------------- \| \| 1. \| Brandon McNulty \| Stany Zjednoczone \| UAE Team Emirates \| 17h 52' 34" \| \| 2. \| Santiago Buitrago \| Kolumbia \| Bahrain Victorious \| + 14" \| \| 3. \| Aleksandr Własow \| brak \| Bora-Hansgrohe \| + 17" \| \| 4. \| Alessandro Tonelli \| Włochy \| VF Group-Bardiani CSF-Faizanè \| + 20" \| \| 5. \| Jai Hindley \| Australia \| Bora-Hansgrohe \| + 34" \| \| 6. \| Pello Bilbao \| Hiszpania \| Bahrain Victorious \| + 34" \| \| 7. \| Felix Großschartner \| Austria \| UAE Team Emirates \| + 36" \| \| 8. \| Rainer Kepplinger \| Austria \| Bahrain Victorious \| + 54" \| \| 9. \| Javier Romo \| Hiszpania \| Movistar Team \| + 57" \| \| 10. \| Welay Berehe \| Etiopia \| Team Jayco AlUla \| + 58" \| |                     |                   |                               |             |
| |                     |                   |                               |             |
| Źródło: ProCyclingStats |                     |                   |                               |             |
| Klasyfikacja generalna |                     |                   |                               |             |
| Kolarz | Kolarz              | Państwo           | Drużyna                       | Czas        |
| 1. | Brandon McNulty     | Stany Zjednoczone | UAE Team Emirates             | 17h 52' 34" |
| 2. | Santiago Buitrago   | Kolumbia          | Bahrain Victorious            | + 14"       |
| 3. | Aleksandr Własow    | brak              | Bora-Hansgrohe                | + 17"       |
| 4. | Alessandro Tonelli  | Włochy            | VF Group-Bardiani CSF-Faizanè | + 20"       |
| 5. | Jai Hindley         | Australia         | Bora-Hansgrohe                | + 34"       |
| 6. | Pello Bilbao        | Hiszpania         | Bahrain Victorious            | + 34"       |
| 7. | Felix Großschartner | Austria           | UAE Team Emirates             | + 36"       |
| 8. | Rainer Kepplinger   | Austria           | Bahrain Victorious            | + 54"       |
| 9. | Javier Romo         | Hiszpania         | Movistar Team                 | + 57"       |
| 10. | Welay Berehe        | Etiopia           | Team Jayco AlUla              | + 58"       |

| Klasyfikacja punktowa | Klasyfikacja punktowa | Klasyfikacja punktowa | Klasyfikacja punktowa         | Klasyfikacja punktowa |
| Kolarz                | Kolarz                | Państwo               | Drużyna                       | Punkty                |
| --------------------- | --------------------- | --------------------- | ----------------------------- | --------------------- |
| 1.                    | Jonathan Milan        | Włochy                | Lidl-Trek                     | 57 pkt                |
| 2.                    | Matej Mohorič         | Słowenia              | Bahrain Victorious            | 48 pkt                |
| 3.                    | Filippo Fiorelli      | Włochy                | VF Group-Bardiani CSF-Faizanè | 36 pkt                |
| 4.                    | Giovanni Lonardi      | Włochy                | Team Polti Kometa             | 36 pkt                |
| 5.                    | William Barta         | Stany Zjednoczone     | Movistar Team                 | 29 pkt                |
| 6.                    | Simone Consonni       | Włochy                | Lidl-Trek                     | 28 pkt                |
| 7.                    | Orluis Aular          | Wenezuela             | Caja Rural-Seguros RGA        | 27 pkt                |
| 8.                    | Brandon McNulty       | Stany Zjednoczone     | UAE Team Emirates             | 25 pkt                |
| 9.                    | Alessandro Tonelli    | Włochy                | VF Group-Bardiani CSF-Faizanè | 25 pkt                |
| 10.                   | Santiago Buitrago     | Kolumbia              | Bahrain Victorious            | 24 pkt                |

| Klasyfikacja punktowa | Klasyfikacja punktowa | Klasyfikacja punktowa | Klasyfikacja punktowa         | Klasyfikacja punktowa |
| Kolarz                | Kolarz                | Państwo               | Drużyna                       | Punkty                |
| --------------------- | --------------------- | --------------------- | ----------------------------- | --------------------- |
| 1.                    | Jonathan Milan        | Włochy                | Lidl-Trek                     | 57 pkt                |
| 2.                    | Matej Mohorič         | Słowenia              | Bahrain Victorious            | 48 pkt                |
| 3.                    | Filippo Fiorelli      | Włochy                | VF Group-Bardiani CSF-Faizanè | 36 pkt                |
| 4.                    | Giovanni Lonardi      | Włochy                | Team Polti Kometa             | 36 pkt                |
| 5.                    | William Barta         | Stany Zjednoczone     | Movistar Team                 | 29 pkt                |
| 6.                    | Simone Consonni       | Włochy                | Lidl-Trek                     | 28 pkt                |
| 7.                    | Orluis Aular          | Wenezuela             | Caja Rural-Seguros RGA        | 27 pkt                |
| 8.                    | Brandon McNulty       | Stany Zjednoczone     | UAE Team Emirates             | 25 pkt                |
| 9.                    | Alessandro Tonelli    | Włochy                | VF Group-Bardiani CSF-Faizanè | 25 pkt                |
| 10.                   | Santiago Buitrago     | Kolumbia              | Bahrain Victorious            | 24 pkt                |

| Klasyfikacja górska | Klasyfikacja górska | Klasyfikacja górska | Klasyfikacja górska           | Klasyfikacja górska |
| Kolarz              | Kolarz              | Państwo             | Drużyna                       | Punkty              |
| ------------------- | ------------------- | ------------------- | ----------------------------- | ------------------- |
| 1.                  | Mikel Bizkarra      | Hiszpania           | Euskaltel-Euskadi             | 18 pkt              |
| 2.                  | Gorka Sorarrain     | Hiszpania           | Caja Rural-Seguros RGA        | 15 pkt              |
| 3.                  | William Barta       | Stany Zjednoczone   | Movistar Team                 | 12 pkt              |
| 4.                  | Jokin Murguialday   | Hiszpania           | Caja Rural-Seguros RGA        | 12 pkt              |
| 5.                  | Brandon McNulty     | Stany Zjednoczone   | UAE Team Emirates             | 10 pkt              |
| 6.                  | Santiago Buitrago   | Kolumbia            | Bahrain Victorious            | 10 pkt              |
| 7.                  | Aleksandr Własow    | brak                | Bora-Hansgrohe                | 8 pkt               |
| 8.                  | Pello Bilbao        | Hiszpania           | Bahrain Victorious            | 8 pkt               |
| 9.                  | Filippo Fiorelli    | Włochy              | VF Group-Bardiani CSF-Faizanè | 8 pkt               |
| 10.                 | Manuele Tarozzi     | Włochy              | VF Group-Bardiani CSF-Faizanè | 6 pkt               |

| Klasyfikacja górska | Klasyfikacja górska | Klasyfikacja górska | Klasyfikacja górska           | Klasyfikacja górska |
| Kolarz              | Kolarz              | Państwo             | Drużyna                       | Punkty              |
| ------------------- | ------------------- | ------------------- | ----------------------------- | ------------------- |
| 1.                  | Mikel Bizkarra      | Hiszpania           | Euskaltel-Euskadi             | 18 pkt              |
| 2.                  | Gorka Sorarrain     | Hiszpania           | Caja Rural-Seguros RGA        | 15 pkt              |
| 3.                  | William Barta       | Stany Zjednoczone   | Movistar Team                 | 12 pkt              |
| 4.                  | Jokin Murguialday   | Hiszpania           | Caja Rural-Seguros RGA        | 12 pkt              |
| 5.                  | Brandon McNulty     | Stany Zjednoczone   | UAE Team Emirates             | 10 pkt              |
| 6.                  | Santiago Buitrago   | Kolumbia            | Bahrain Victorious            | 10 pkt              |
| 7.                  | Aleksandr Własow    | brak                | Bora-Hansgrohe                | 8 pkt               |
| 8.                  | Pello Bilbao        | Hiszpania           | Bahrain Victorious            | 8 pkt               |
| 9.                  | Filippo Fiorelli    | Włochy              | VF Group-Bardiani CSF-Faizanè | 8 pkt               |
| 10.                 | Manuele Tarozzi     | Włochy              | VF Group-Bardiani CSF-Faizanè | 6 pkt               |

| Klasyfikacja młodzieżowa | Klasyfikacja młodzieżowa | Klasyfikacja młodzieżowa | Klasyfikacja młodzieżowa     | Klasyfikacja młodzieżowa |
| Kolarz                   | Kolarz                   | Państwo                  | Drużyna                      | Czas                     |
| ------------------------ | ------------------------ | ------------------------ | ---------------------------- | ------------------------ |
| 1.                       | Santiago Buitrago        | Kolumbia                 | Bahrain Victorious           | 17h 52' 48"              |
| 2.                       | Javier Romo              | Hiszpania                | Movistar Team                | + 43"                    |
| 3.                       | Welay Berehe             | Etiopia                  | Team Jayco AlUla             | + 44"                    |
| 4.                       | Giovanni Aleotti         | Włochy                   | Bora-Hansgrohe               | + 1' 06"                 |
| 5.                       | Davide Piganzoli         | Włochy                   | Team Polti Kometa            | + 1' 08"                 |
| 6.                       | Igor Arrieta             | Hiszpania                | UAE Team Emirates            | + 1' 08"                 |
| 7.                       | Filippo Zana             | Włochy                   | Team Jayco AlUla             | + 1' 22"                 |
| 8.                       | Davide De Pretto         | Włochy                   | Team Jayco AlUla             | + 1' 49"                 |
| 9.                       | Alex Molenaar            | Holandia                 | Illes Balears Arabay Cycling | + 4' 12"                 |
| 10.                      | Pablo Castrillo          | Hiszpania                | Equipo Kern Pharma           | + 5' 12"                 |

| Klasyfikacja młodzieżowa | Klasyfikacja młodzieżowa | Klasyfikacja młodzieżowa | Klasyfikacja młodzieżowa     | Klasyfikacja młodzieżowa |
| Kolarz                   | Kolarz                   | Państwo                  | Drużyna                      | Czas                     |
| ------------------------ | ------------------------ | ------------------------ | ---------------------------- | ------------------------ |
| 1.                       | Santiago Buitrago        | Kolumbia                 | Bahrain Victorious           | 17h 52' 48"              |
| 2.                       | Javier Romo              | Hiszpania                | Movistar Team                | + 43"                    |
| 3.                       | Welay Berehe             | Etiopia                  | Team Jayco AlUla             | + 44"                    |
| 4.                       | Giovanni Aleotti         | Włochy                   | Bora-Hansgrohe               | + 1' 06"                 |
| 5.                       | Davide Piganzoli         | Włochy                   | Team Polti Kometa            | + 1' 08"                 |
| 6.                       | Igor Arrieta             | Hiszpania                | UAE Team Emirates            | + 1' 08"                 |
| 7.                       | Filippo Zana             | Włochy                   | Team Jayco AlUla             | + 1' 22"                 |
| 8.                       | Davide De Pretto         | Włochy                   | Team Jayco AlUla             | + 1' 49"                 |
| 9.                       | Alex Molenaar            | Holandia                 | Illes Balears Arabay Cycling | + 4' 12"                 |
| 10.                      | Pablo Castrillo          | Hiszpania                | Equipo Kern Pharma           | + 5' 12"                 |

| Klasyfikacja drużynowa | Klasyfikacja drużynowa        | Klasyfikacja drużynowa       | Klasyfikacja drużynowa |
| Drużyna                | Drużyna                       | Państwo                      | Czas                   |
| ---------------------- | ----------------------------- | ---------------------------- | ---------------------- |
| 1.                     | Bahrain Victorious            | Bahrajn                      | 53h 39' 19"            |
| 2.                     | UAE Team Emirates             | Zjednoczone Emiraty Arabskie | + 34"                  |
| 3.                     | Bora-Hansgrohe                | Niemcy                       | + 39"                  |
| 4.                     | Team Jayco AlUla              | Australia                    | + 3' 00"               |
| 5.                     | Polti Kometa                  | Włochy                       | + 3' 31"               |
| 6.                     | VF Group-Bardiani CSF-Faizané | Włochy                       | + 5' 06"               |
| 7.                     | Euskaltel-Euskadi             | Hiszpania                    | + 5' 45"               |
| 8.                     | Movistar Team                 | Hiszpania                    | + 6' 00"               |
| 9.                     | Burgos-BH                     | Hiszpania                    | + 11' 44"              |
| 10.                    | Caja Rural-Seguros RGA        | Hiszpania                    | + 13' 52"              |

| Klasyfikacja drużynowa | Klasyfikacja drużynowa        | Klasyfikacja drużynowa       | Klasyfikacja drużynowa |
| Drużyna                | Drużyna                       | Państwo                      | Czas                   |
| ---------------------- | ----------------------------- | ---------------------------- | ---------------------- |
| 1.                     | Bahrain Victorious            | Bahrajn                      | 53h 39' 19"            |
| 2.                     | UAE Team Emirates             | Zjednoczone Emiraty Arabskie | + 34"                  |
| 3.                     | Bora-Hansgrohe                | Niemcy                       | + 39"                  |
| 4.                     | Team Jayco AlUla              | Australia                    | + 3' 00"               |
| 5.                     | Polti Kometa                  | Włochy                       | + 3' 31"               |
| 6.                     | VF Group-Bardiani CSF-Faizané | Włochy                       | + 5' 06"               |
| 7.                     | Euskaltel-Euskadi             | Hiszpania                    | + 5' 45"               |
| 8.                     | Movistar Team                 | Hiszpania                    | + 6' 00"               |
| 9.                     | Burgos-BH                     | Hiszpania                    | + 11' 44"              |
| 10.                    | Caja Rural-Seguros RGA        | Hiszpania                    | + 13' 52"              |

### Liderzy klasyfikacji
| Etap   |             | Pierwsze miejsce _ | Klasyfikacja generalna | Punktowa           | Górska          | Młodzieżowa       | Drużynowa                     |
| ------ | ----------- | ------------------ | ---------------------- | ------------------ | --------------- | ----------------- | ----------------------------- |
| 1      | pagórkowaty | Alessandro Tonelli | Alessandro Tonelli     | Alessandro Tonelli | Gorka Sorarrain | Oier Lazkano      | VF Group-Bardiani CSF-Faizané |
| 2      | pagórkowaty | Matej Mohorič      | Alessandro Tonelli     | Matej Mohorič      | Gorka Sorarrain | Santiago Buitrago | VF Group-Bardiani CSF-Faizané |
| 3      | pagórkowaty | Jonathan Milan     | Alessandro Tonelli     | Jonathan Milan     | Gorka Sorarrain | Santiago Buitrago | VF Group-Bardiani CSF-Faizané |
| 4      | górzysty    | Brandon McNulty    | Brandon McNulty        | Jonathan Milan     | Mikel Bizkarra  | Santiago Buitrago | Bahrain Victorious            |
| 5      | pagórkowaty | William Barta      | Brandon McNulty        | Jonathan Milan     | Mikel Bizkarra  | Santiago Buitrago | Bahrain Victorious            |
| Koniec | Koniec      |                    | Brandon McNulty        | Jonathan Milan     | Mikel Bizkarra  | Santiago Buitrago | Bahrain Victorious            |